# Elke Reinke
Elke Reinke (* 2. Mai 1958 in Aschersleben) ist eine ehemalige deutsche Politikerin (Die Linke).

## Leben und Beruf
Nach dem Besuch der Polytechnischen Oberschule machte Elke Reinke von 1975 bis 1978 eine Lehre zur Facharbeiterin für Nachrichtentechnik. Danach war sie als Fernmeldemechanikerin bei den Buna-Werken tätig und absolvierte ab 1979 ein Studium an der Ingenieurschule für Elektrotechnik in Velten-Hohenschöpping, welches sie 1982 als Elektroingenieurin beendete. Anschließend war sie bis 1986 bei WEMA in Aschersleben und von 1986 bis 1991 bei LMW in Nachterstedt tätig. Von 1991 bis 1993 ließ sich Elke Reinke zur Speditionskauffrau umschulen, blieb aber bis 2005 arbeitslos. Von 2005 bis 2009 gehörte sie dem Deutschen Bundestag an. Seit 2010 ist sie Mitarbeiterin der Linken-Bundestagsfraktion.
Elke Reinke lebt in Aschersleben und hat zwei Kinder.

## Partei
Von 1979 bis 1989 war sie Mitglied der SED. Über ihr Engagement gegen die auch sie betreffenden Hartz-IV-Gesetze wurde Elke Reinke im Februar 2005 Mitglied der WASG und gehört seit 2007 der Partei Die Linke an. Im März 2006 unterzeichnete Reinke den Gründungsaufruf der vom Bundesamt für Verfassungsschutz (BfV) beobachteten, als linksextremistisch eingestuften Antikapitalistischen Linken (AKL).
Seit der Kommunalwahl 2009 ist sie Stadträtin in Aschersleben.

## Abgeordnete
Von 2005 bis 2009 war Elke Reinke Mitglied des Deutschen Bundestages. Sie zog über die offene Landesliste Sachsen-Anhalt der Linkspartei.PDS in den Bundestag ein.
Bei den Bundestagswahlen 2009 und 2013 trat Elke Reinke jeweils im Wahlkreis Harz an und unterlag dort jeweils der CDU-Kandidatin Heike Brehmer. Auch über die Landesliste zog sie nicht in den Bundestag ein.